# Бромій
Бромій (грец. βρεμειν — гучний) — один з епітетів Діоніса, сина Семели і Зевса.
За легендою, при народженні Діоніса гримів грім. В ході на честь Діоніса брали участь вакханки, сатири, менади або басариди із жезлами, оповитими плющем. Підперезані зміями, вони все крушили на своєму шляху, охоплені священним безумством. З вигуками «Вакх, Евое» вони славили Діоніса-Бромія («бурливого», «шумного») та били в тимпани. 